# GMB (związek zawodowy)
GMB – brytyjski ogólny związek zawodowy działający od 1924.        
GMB jest zrzeszony w centralach związkowych: Kongresie Związków Zawodowych (TUC), Kongresie Irlandzkich Związków Zawodowych (ICTU) oraz Kongresie Szkockich Związków Zawodowych (SCTU).        

## Charakterystyka
W 2022 związek zrzeszał 570 107 osób w niemal wszystkich sektorach przemysłu, w handlu detalicznym, ochronie, szkołach, logistyce, przedsiębiorstwach użyteczności publicznej, opiece społecznej, National Health Service (NHS), pogotowiu ratunkowym czy samorządzie lokalnym.
Związek jest znaczącym sponsorem finansowym krajowej i lokalnej organizacji Partii Pracy. Rocznie przekazuje 2 mln funtów w postaci opłat afiliacyjnych i innych funduszy, co czyni ją trzecim co do wielkości związkowym darczyńcą partii.        
Przy GMB działa Thorne Credit Union Limited, które jest spółdzielnią oszczędnościowo-pożyczkową założoną dla osób zrzeszonych w 1998. Działająca pod nazwą TCU Money, rozpoczęła działalność jako GMB Lancashire Region Credit Union i została wprowadzona na rynek krajowy w 2000.        